# IC 2973
IC 2973 — галактика типу SBcd () у сузір'ї Велика Ведмедиця.
Цей об'єкт міститься в оригінальній редакції індексного каталогу.